# 富爾頓 (印地安納州)
富爾頓（英語：Fulton）是一個位於美國印地安納州富爾頓縣的城鎮。

## 人口
根據2010年美國人口普查的數據，富爾頓的面積為0.46平方千米，當中陸地面積為0.46平方千米，而水域面積為0.00平方千米。當地共有人口333人，而人口密度為每平方千米724人。